# Felix Weltsch

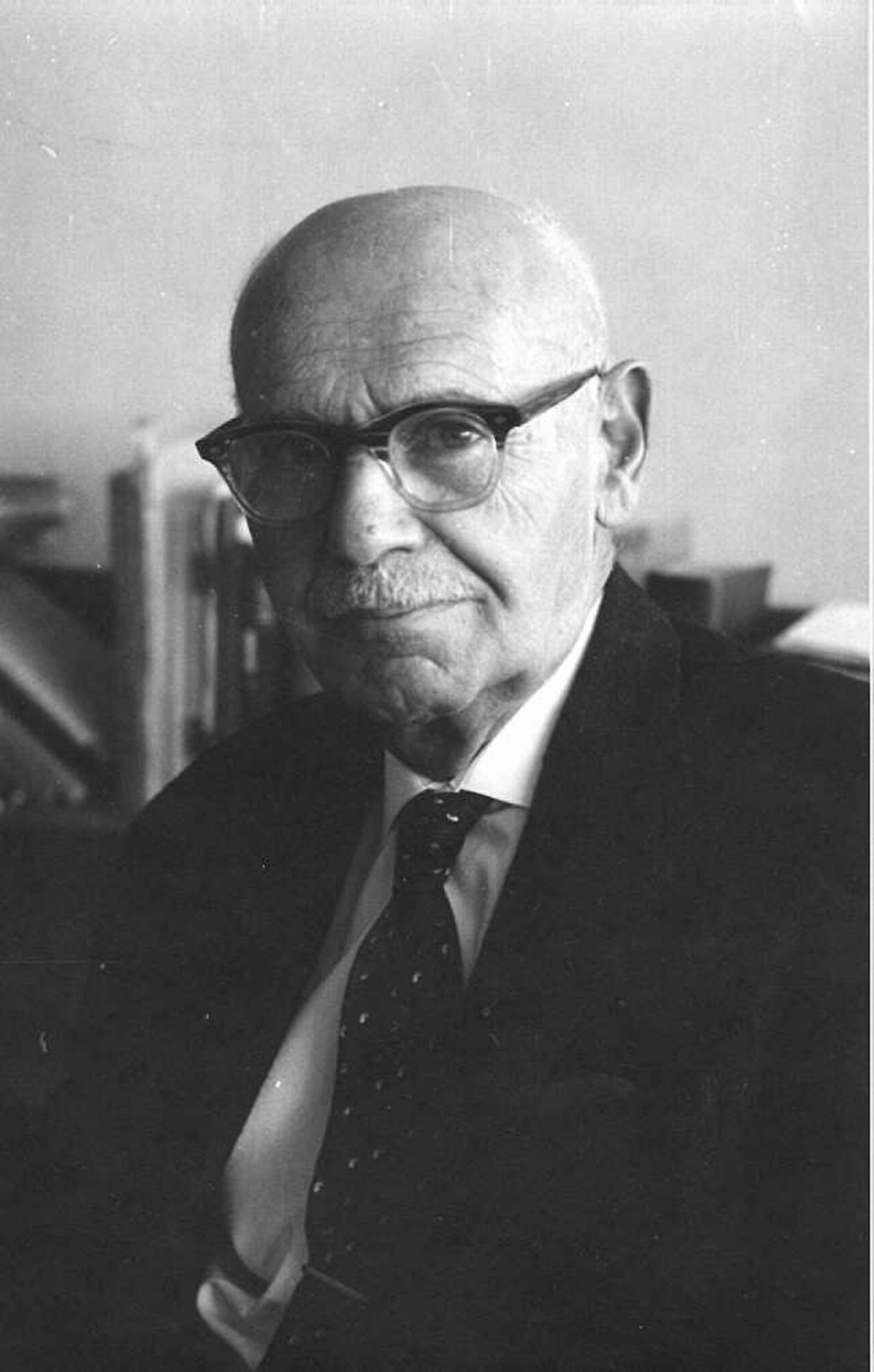
Felix Weltsch

Felix Weltsch (Hebreeuws: פליקס ולטש) (Praag, 6 oktober 1884 -  Jeruzalem, 9 november 1964) was een tot 1939 vanuit Tsjechoslowakije werkend filosoof, schrijver, journalist, uitgever en bibliothecaris. Vanaf 1939 werkte hij in Jeruzalem. Hij stond  bekend als een belangrijke zionist.

## Levensloop
Felix Weltsch was een neef van Robert Weltsch die ook als zionist bekend werd. Hij behaalde zijn doctortitels in rechten en filosofie aan de Karlova Universiteit van Praag. Hij was goed bevriend met Max Brod en Franz Kafka. Van 1910 tot 1939 werkte hij als bibliothecaris aan de universiteit van Praag. Tussen 1919 en 1938 was hij redacteur van het in Praag verschijnende zionistische weekblad Selbstwehr ('Zelfverdediging'). Op 15 maart 1939, vlak voor het binnenvallen van de Duitse troepen in Praag, vluchtte hij samen met Max Brod en zijn familie in de laatste trein die nog uit de stad kon vertrekken. In 1940 ging hij werken als bibliothecaris van de Nationale Bibliotheek van Palestina in Jeruzalem. Deze functie vervulde hij tot zijn overlijden in 1964.
Felix Weltsch was een van de belangrijkste zionisten, naast Robert Weltsch, Martin Buber, Chaim Weizmann en Hugo Bergman, een van zijn oude schoolkameraden. Hij was een vooraanstaand politiek denker wiens geschreven werk, bijvoorbeeld over de staatvorming van Israël, filosofische discussies en zijn kennis over Franz Kafka, wereldwijd in tientallen kranten gepubliceerd werd. Voor zijn in Israël in het Duits en in het Hebreeuws verschenen boek Natur, Moral und Politik ontving hij in 1952 de Ruppin-prijs van de stad Haifa.
Hij bleef zijn hele leven samen met Irma Herz (1892-1969); ze trouwden in augustus 1914. Het paar had samen een dochter: Ruth Weltsch-Gorenstein (1920-1991).

## Publicist
Weltsch werd in 1913 in Praag en in Duitsland bekend vanwege zijn in samenwerking met Max Brod geschreven werk Anschauung und Begriff. Hij was een aanhanger van de filosofie van Christian von Ehrenfels. Dit onderscheidde hem van vele van zijn vrienden en collega's, die meer de ideeën van Franz Brentano toegedaan waren en daarom "Brentanisten" genoemd werden.
Reeds voor 1914 had Weltsch enkele artikelen gepubliceerd in een paar Duitstalige kranten, met name in het Prager Tagblatt. Later werkte als auteur voor tientallen kranten en tijdschriften. In zijn zelf uitgegeven weekblad Selbstwehr publiceerde hij gedurende twintig jaar honderden artikelen over kunst, muziek, politiek, zionisme, literatuur en filosofie. Vanaf de jaren 20 verschenen ook vele artikelen van zijn hand buiten Tsjecho-Slowakije, zoals in de Wiener Morgenpost in Wenen en in de Jüdische Rundschau in Berlijn, welke in die tijd onder leiding stond van zijn neef Robert Weltsch.
In het centrum van zijn belangstelling stonden steeds fundamentele vragen over mens-zijn, religie en ethiek. Veel van zijn publicaties, essays en lezingen gingen over kwesties als jodendom en zionisme. De belangrijkste invloed op zijn denken ging uit van de filosofie van Christian von Ehrenfels.

## Publicaties
- Anschauung und Begriff. Grundzüge eines Systems der Begriffsbildung, Leipzig 1913 (samen met Max Brod)
- Organische Demokratie. Eine rechtsphilosophische Studie über das Repräsentativsystem und das parlamentarische Wahlrecht, Leipzig 1918
- Gnade und Freiheit. Untersuchungen zum Problem des schöpferischen Willens in Religion und Ethik, München 1920
- Nationalismus und Judentum, Berlijn 1920
- Zionismus als Weltanschauung, Jeruzalem 1925 (samen met Max Brod)
- Judenfrage und Zionismus, 1929
- Antisemitismus als Völkerhysterie, 1931
- Thesen des Nationalhumanismus, 1934
- Das Rätsel des Lachens, 1935
- Das Wagnis der Mitte. Ein Beitrag zur Ethik und Politik der Zeit, Mährisch-Ostrau 1936; herdruk, met nawoord van Max Brod, Stuttgart [enz.] 1965
- Die Dialektik des Leidens (Ha-Di’alektikah shel ha-Sevel), 1944
- Natur, Moral und Politik (Teva, Musar u-Mediniyyut), 1950
- Religion und Humor im Leben und Werk Franz Kafkas, Berlijn-Grunewald 1957, herdr. Düsseldorf 2008
- Sinn und Leid, Berlijn 2000

## Verzameld werk
- The Rise and Fall of Jewish-German Symbiosis: The Case of Franz Kafka, Year Book of the Leo Baeck Institute I, Londen, 1956

## Biografie
- Encyclopaedia Judaica 16, Jeruzalem, 1972
- Schmidt, Carsten: Kafkas fast unbekannter Freund.(Biografie Felix Weltsch), Duitsland, Koenigshausen und Neumann 2010, ISBN 978-3-8260-4274-4.
- Brod, Max: "Felix Weltsch s.A.", Zeitschrift für die Geschichte der Juden (1964) 4, 201-204.
- Brod, Max: "Felix Weltsch, dem Freund, zum Gedächtnis", Bulletin des Leo Baeck Instituts 7 (1964) 285-294.
- Bergman, Hugo: "Ein Brief von Felix Weltsch", Max Brod. Ein Gedenkbuch 1884-1968. Hrsg.  v. H. Gold, Tel Aviv 1969.
- Binder, Hartmut: "Ein ungedrucktes Schreiben Franz Kafkas an Felix Weltsch. Edition und Kommentar", Jahrbuch der Deutschen Schillergesellschaft 20 (1976) 103-131.
- Kluback, William: "Felix Weltsch: Man of Humor, Faith and Knowledge", Review of the Society for the History of Czechoslovak Jews (New York) 4 (1991–92) 137-149.